# 제10회 부산국제어린이청소년영화제
제10회 부산국제어린이청소년영화제는 2015년 7월 30일에 열린 시상식이다.

## 수상 및 후보

### 마법의 필름 상
- 안녕, 엄마 - 조현지 외1명 수상
- 휴대폰 도난사건 - 이지우 수상

### 마음의 별빛 상
- 글라이더 - 이동규 수상
- 자매와 싸움 - 김리안 수상

### 파란하늘상
- 내가 왕이다! - 천은진 수상
- 우리 할머니다 - 김재우 수상

### 넓은바다상
- 매일 지각하는 아이 - 골약초등학교 수상
- 사랑받기 위해 태어난 사람 - 최은솔 수상

### 맑은바람상
- 선택의 갈림길 - 신현진 외1명 수상
- 시청자 - 김휘연 수상

### 관객인기 상
- 이사 가는 날 - 최은솔 수상
- 휴대폰 도난사건 - 이지우 수상

### 아시아타이업상
- 모짜르트 이야기 - 모라 에체바리아 꾸에 수상

### 다큐멘터리상
- 우리 할머니다 - 김재우 수상

### 사미르나스르 상
- 휴대폰 도난사건 - 이지우 수상
- 안녕, 엄마 - 조현지 외1명 수상

### 레디~액션! 12
- 금고의 진실 - 전성화
- 나홀로 학교에서 - 김지혜
- 연예인은 괴로워 - 김나은
- 요요 - 장윤영
- 탈출 - 조명호 외2명
- 폰비 - 이도형
- 어디있니? 개구리야! - 쳉휘칭 외2명
- 산더미 같은 비둘기 똥에 맞서는 카르멘의 천사들 - 산타 테레사 학교 학생
- 꿈속의 율동 - 초등학교 6학년 학생들
- 교통법규를 지킵시다! - 모라 에체바리아 꾸에
- 우리는 모두 도움이 필요해! - 알도 아브릴
- 웨스트 차일드 스토리 - 베르타 꼴레르
- 우린 친구니까 - 로센도 M 디에즈마
- 에드가 앨런 포우 : 위대한 작가 - 로씨오 까스타노

### 레디~액션! 18
- 99% 남녀 - 강환석
- 김순화 언어개선 프로젝트 - 권오영
- 독백 - 강고은
- 해피엔딩 - 양현석

### 큰나래 모음
- 맥덜, 쿵후 유치원 - 브라이언 체
- 이탈로 - 알레시아 스카르소
- 뱀이다! - 모힌더 프라탭 싱
- 언트 일다! - 자크 레미 제랄드 외1명
- 올 캣츠 아 그레이 - 사비나 델리코어
- 해피 홀리데이 - 앤디 해밀턴 외1명
- 버팔로 라이더 - 조엘 소이슨
- 아버지 자전거와 나의 이야기 - 파야즈 무사비
- 브로큰 글래스 파크 - 베티나 블룸네르
- 와즈다 - 하이파 알 만수르
- 컨페티 하베스트 - 탈루라 헤이제캠프 슈바프
- 패딩턴 - 폴 킹
- 소년, 세상을 만나다 - 알레 아브레우
- 그라운드의 이방인 - 김명준
- 마야 - 알렉스 슈타더만
- 달사람 - 스테판 셰쉬
- 제이미는 날씨박사 - 치우 리웨이
- 스노우 피라테스 - 파루크 하치하피조글루
- 두 소녀 - 제오 베이비
- 위플랄라 - 팀 올리호엑
- 바르드송스 - 샌더 프란켄
- 메밀꽃, 운수 좋은 날, 그리고 봄봄 - 안재훈 외1명
- 세상에서 가장 큰 집 - 안나 V. 보호르케즈 외1명
- 옐로우버드 - 도미니크 몬페리 외1명
- 맥덜: 미 앤 마이 맘 - 브라이언 체
- 초엘 - 후안 사시아인
- 마이 스키니 시스터 - 산나 렌켄
- 꿈의 계단 - 아룹 만나
- 트래쉬 - 스티븐 달드리
- 명령불복종 교사 - 서동일
- 노아의 방주: 남겨진 녀석들 - 토비 젠켈
- 피노 : 꿀벌의 노래 - 변병준

### 작은나래 모음
- 돌배 - 마츠무라 코헤이 외1명
- 아기토끼 탁 - 아미네흐 포로그히
- 타로의 기다림 - 아이 타카시
- 스타트랙 - 니코 카스트 외2명
- 줄줄이 꿴 호랑이 - 브누아 슈
- 예~ 소년어사 출두요! - 한창훈
- 나는 동그래 - 마리오 아담슨
- 미트볼 - 요한 하겔백
- 트럭과 미트볼 - 요한 하겔백
- 부우우우 - 알리샤 야볼스키
- 프리마베라 - 리호 운트 외1명
- 골동품 가게의 비밀 - 김정길
- 점심 식사 - 산나 렌켄
- 마법을 쓰지 않는 마법사 - 김일현
- 의자 위의 남자 - 정다희
- 합창단 투어 - 에드먼즈 얀손
- 왕따이야기 - 최철영
- 빗자루 주식회사 - 이맑음 외1명
- 사아탕 - 김민지 외1명
- 페인터 - 박지수
- 스타파인더! - 이준석
- 라파일리타 - 라 마타테나
- 해골 유령 - 라 마타테나
- 코비치 - 라 마타테나
- 광란의 크리스마스 이브 - 뱅상 파타르
- 장-미셸 더 우드랜드 카리부 - 마티유 오브레이
- 하루의 행락 - 찰리 채플린
- 3킬로미터 반경 안의 세상 - 세이지 기쿠치
- 내 친구 니체 - 파우스턴 다 실바

### 텐트극장-옹기종기
- 도토리나무요정, 아콘 - 젬마 로버트
- 그라미의 서커스쇼 2 - 신창환
- 뉴뉴냐냐 - 김윤영 외1명
- 리오의 결투 - 이기영
- 호로로와 친구들 - 나인완
- 외계가족 졸리폴리 - 류수환

### 야외극장-달빛별빛
- 키드 - 찰리 채플린
- 개를 훔치는 완벽한 방법 - 김성호
- 아기공룡 둘리 - 얼음별 대모험 - 임경원

### 다큐멘터리 특별전
- 기적의 오케스트라 - 엘 시스테마 - 파울 슈마츠니 외1명
- 칠드런 오브 플라멘코 - 카트리나 행걸
- 이바라키의 여름 - 전성호
- 잡식가족의 딜레마 - 황윤
- 꿈꾸는 카메라 - 사창가에서 태어나 - 자나 브리스키 외1명
- 반짝이는 박수 소리 - 이길보라